# Neuer jüdischer Friedhof (Uherský Brod)

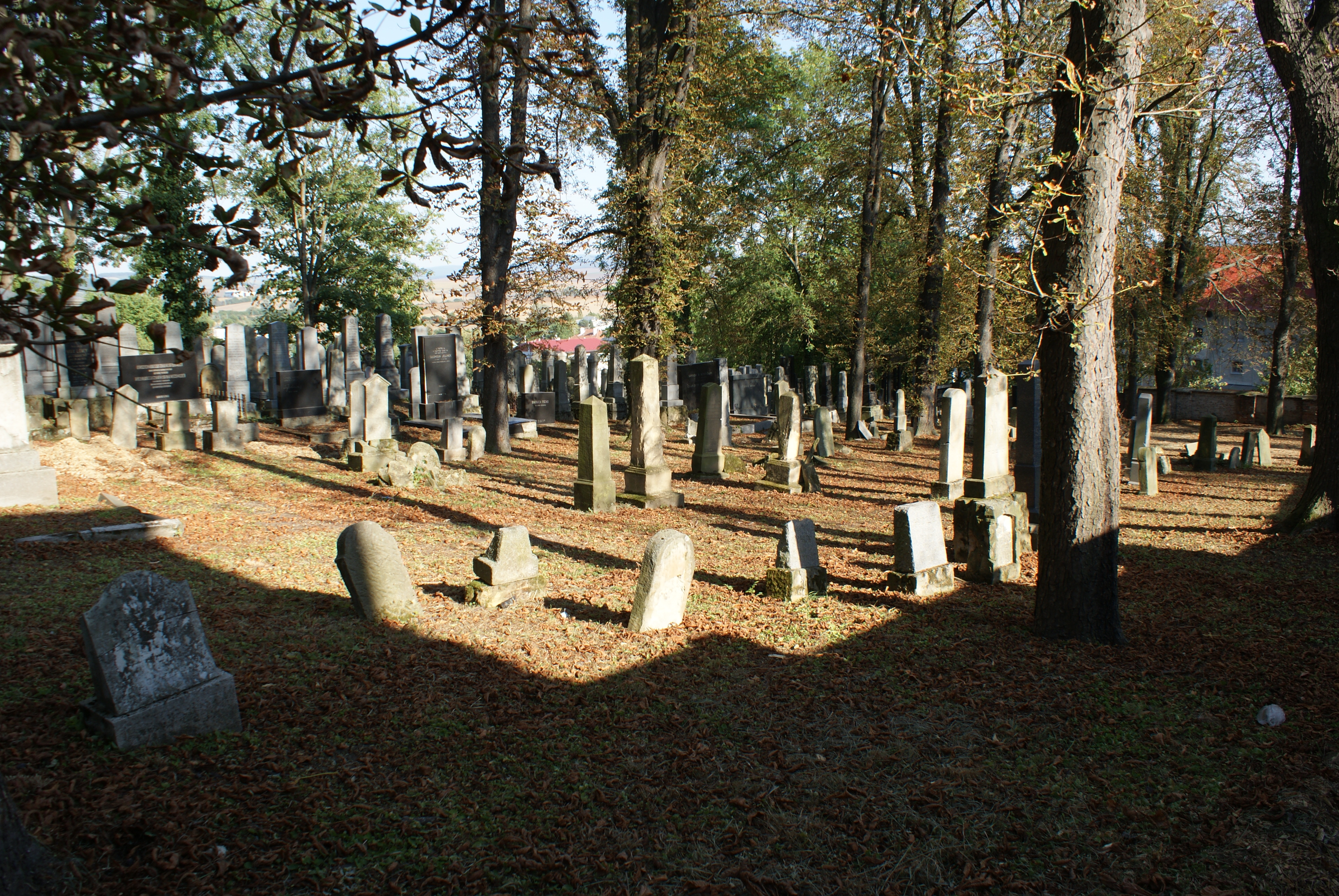
Neuer jüdischer Friedhof in Uherský Brod

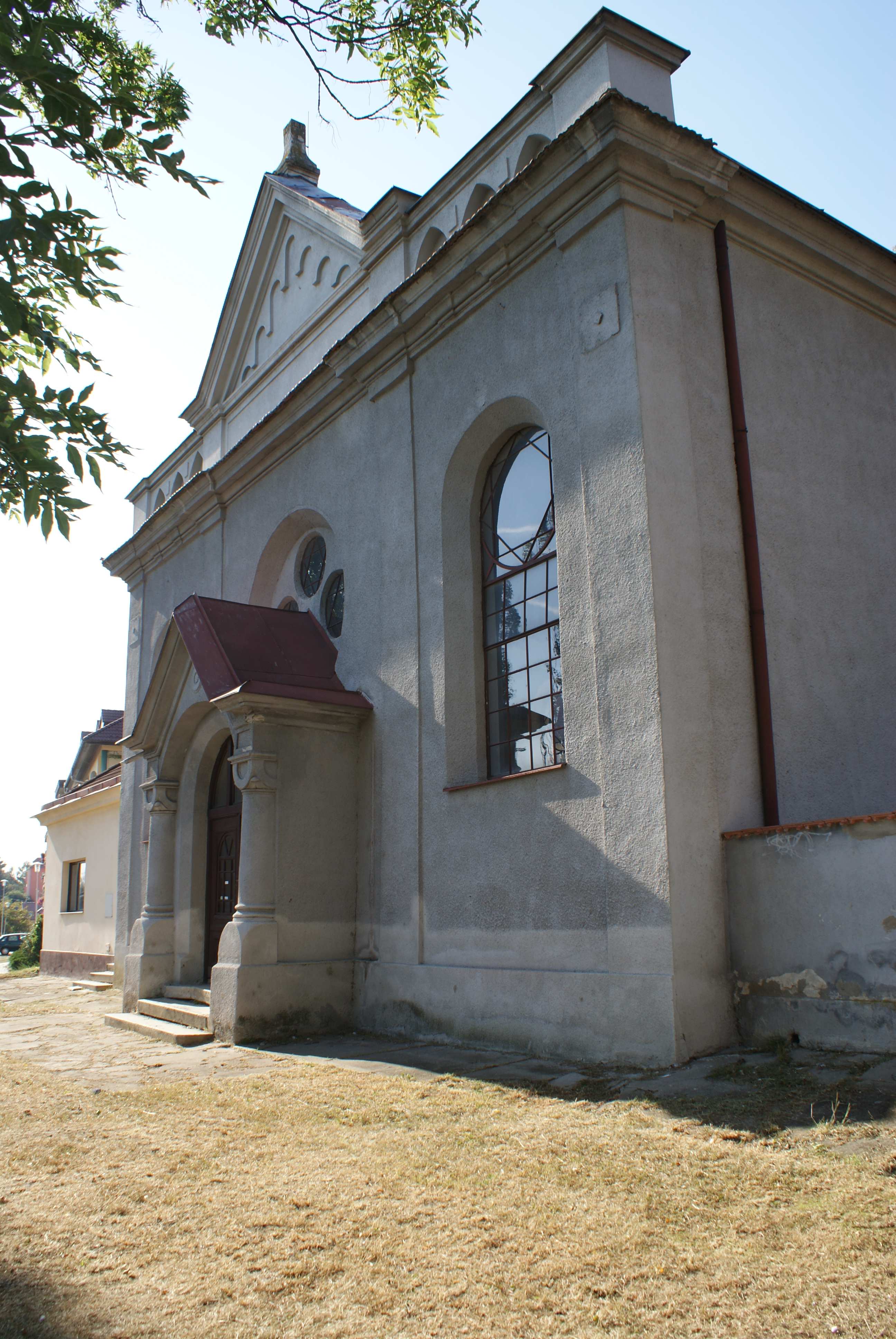
Trauerhalle

Der Neue jüdische Friedhof in Uherský Brod (deutsch Ungarisch Brod), einer tschechischen Stadt im Okres Uherské Hradiště der Region Zlínský kraj, wurde in den 1870er Jahren angelegt. Der jüdische Friedhof ist ein geschütztes Kulturdenkmal. Der neue Friedhof ersetzte den alten jüdischen Friedhof.
Auf dem 7421 m² großen Friedhof sind heute noch viele Grabsteine vorhanden.